# Meritastis umbrosa
Meritastis umbrosa är en fjärilsart som beskrevs av Edward Meyrick 1910. Meritastis umbrosa ingår i släktet Meritastis och familjen vecklare. Inga underarter finns listade i Catalogue of Life.